# عملية فوسيلير
عملية فوسيلير هي عبارة عن سلسلة تتكون من 16 تجربة نووية أجرتها الولايات المتحدة بين عامي 1983-1984 في موقع اختبار نيفادا. سبقت هذه الاختبارات سلسلة «عملية الكتيبة» وتلتها سلسلة «عملية رامي القنابل».